# Liste der olympischen Medaillengewinner aus einer gemischten Mannschaft
Gemischte Mannschaften aus zwei oder mehr Nationen sind in der olympischen Geschichte nur in der Anfangszeit zu finden und zwar von 1896 bis 1904.

## Bilanz
Gemischte Mannschaften holten bei den drei Teilnahmen von 1896 bis 1904 insgesamt neunmal Gold, dreimal Silber und viermal Bronze.
| Gemischte Mannschaft bei den Olympischen Sommerspielen                          | Gemischte Mannschaft bei den Olympischen Sommerspielen | Gemischte Mannschaft bei den Olympischen Sommerspielen | Gemischte Mannschaft bei den Olympischen Sommerspielen | Gemischte Mannschaft bei den Olympischen Sommerspielen | Gemischte Mannschaft bei den Olympischen Sommerspielen |      | Gemischte Mannschaft bei den Olympischen Winterspielen | Gemischte Mannschaft bei den Olympischen Winterspielen | Gemischte Mannschaft bei den Olympischen Winterspielen | Gemischte Mannschaft bei den Olympischen Winterspielen | Gemischte Mannschaft bei den Olympischen Winterspielen | Gemischte Mannschaft bei den Olympischen Winterspielen |
| Jahr                                                                            | Gold                                                   | Silber                                                 | Bronze                                                 | Gesamt                                                 | Rang                                                   | Jahr | Gold                                                   | Silber                                                 | Bronze                                                 | Gesamt                                                 | Rang                                                   |                                                        |
| 1896                                                                            | 1                                                      | 0                                                      | 1                                                      | 2                                                      | 11                                                     |      |                                                        |                                                        |                                                        |                                                        |                                                        |                                                        |
| 1900                                                                            | 7                                                      | 3                                                      | 3                                                      | 13                                                     | 4                                                      |      |                                                        |                                                        |                                                        |                                                        |                                                        |                                                        |
| 1904                                                                            | 1                                                      | 0                                                      | 0                                                      | 1                                                      | 6                                                      |      |                                                        |                                                        |                                                        |                                                        |                                                        |                                                        |
| Gesamt                                                                          | 9                                                      | 3                                                      | 4                                                      | 16                                                     |                                                        |      | Gesamt                                                 | 0                                                      | 0                                                      | 0                                                      | 0                                                      |                                                        |
| \| \| Gold \| Silber \| Bronze \| Gesamt \| \| Ges. S+W \| 9 \| 3 \| 4 \| 16 \| |                                                        |                                                        |                                                        |                                                        |                                                        |      |                                                        |                                                        |                                                        |                                                        |                                                        |                                                        |
|                                                                                 | Gold                                                   | Silber                                                 | Bronze                                                 | Gesamt                                                 |                                                        |      |                                                        |                                                        |                                                        |                                                        |                                                        |                                                        |
| Ges. S+W                                                                        | 9                                                      | 3                                                      | 4                                                      | 16                                                     |                                                        |      |                                                        |                                                        |                                                        |                                                        |                                                        |                                                        |

## Medaillengewinner
1896 Athen
Gold
Tennis-Doppel
 Gemischte Mannschaft
John Pius Boland ( Vereinigtes Königreich)
Friedrich Adolf Traun ( Deutsches Reich)
Bronze
Tennis-Doppel
 Gemischte Mannschaft
Edwin Flack ( Australien)
George Stuart Robertson ( Vereinigtes Königreich)
1900 Paris
Gold
Leichtathletik 5000 m Mannschaftslauf
 Gemischte Mannschaft
(GBR/AUS)
| Charles Bennett, GBR (Platz 1)
John Rimmer, GBR (Platz 2)
Sidney Robinson, GBR (Platz 6)
Alfred Tysoe, GBR (Platz 7)
Stan Rowley, AUS (Platz 10)
Gold Rudern Zweier mit Steuermann
 Gemischte Mannschaft
(NED/FRA)

François Brandt
Roelof Klein
Hermanus Brockmann
unbekannter Steuermann
Gold Tauziehen
 Gemischte Mannschaft
(SWE/DEN)

Edgar Aabye, DEN
August Nilsson, SWE
Eugen Schmidt, DEN
Gustaf Söderström, SWE
Karl Gustaf Staaf, SWE
Charles Winckler, DEN
Gold Segeln 2-3 Tonner 1. Wettfahrt
 Gemischte Mannschaft
(GBR/FRA)
Ollé (2,1 to)
William Exshaw, GBR
Frédéric Blanchy, FRA
Jacques Le Lavasseur, FRA
Gold Segeln 2-3 Tonner 2. Wettfahrt
 Gemischte Mannschaft
(GBR/FRA)
Ollé (2,1 to)
William Exshaw, GBR
Frédéric Blanchy, FRA
Jacques Le Lavasseur, FRA
Gold Polo
 Gemischte Mannschaft
(GBR/USA)
Foxhunters Hurlingham
John Beresford, GBR
Denis Daly, GBR
Foxhall Keene, USA
Frank Mackey, USA
Alfred Rawlinson, GBR
 Gemischte Mannschaft
Wasserball
Silber Polo
 Gemischte Mannschaft
(GBR/USA/ESP)
Polo Club Rugby
Walter Buckmaster, GBR
Frederick Freake, GBR
Walter McCreery, USA
Jean de Madre, FRA
Silber Tennis-Doppel
 Gemischte Mannschaft
Basil Spalding de Garmendia ( Vereinigte Staaten)
Max Décugis ( Frankreich)
Silber Tennis-Mixed
 Gemischte Mannschaft
Yvonne Prévost ( Frankreich)
Harold Mahony ( Vereinigtes Königreich)
Bronze Polo
 Gemischte Mannschaft
(GBR/FRA)
Bagatelle Polo Club de Paris
Robert Fournier-Sarlovèze, FRA
Frederick Agnew Gill, GBR
Maurice Raoul-Duval, FRA
Édouard Alphonse James de Rothschild, FRA
Bronze Tennis-Mixed
 Gemischte Mannschaft
Hedwig Rosenbaum ( Böhmen)
Archibald Warden ( Vereinigtes Königreich)
Bronze Tennis-Mixed
 Gemischte Mannschaft
Marion Jones ( Vereinigte Staaten)
Hugh Laurence Doherty ( Vereinigtes Königreich)
1904 St. Louis
Gold Fechten Mannschaft
 Gemischte Mannschaft
USA/CUB
Ramón Fonst
Albertson Van Zo Post
Manuel Díaz Martínez